# Université de Kırıkkale
L'université de Kırıkkale (en turc : Kırıkkale Üniversitesi) est une université publique située à Kırıkkale, en Turquie.